# Topoxté
Topoxté est un site archéologique maya pré-colombien de la période postclassique du bassin du Petén dans le Nord du Guatemala, capitale du quart Nord du royaume Itza du clan Chontal Ko'woj ou Couoch ou encore Kobox. Sa population est apparentée au groupe Maya Chontal Kejache dont le nom du clan est une déformation. Au moment de l'arrivée des espagnols en 1517, 1518 et 1519 ce royaume s'étend au moins jusqu'au port de Champoton (Campeche) dont le roi Moch Couoch est un membre éminent du clan qui gagnera deux batailles contre les espagnols en 1517 (Hernandez) et 1518 (Grijalva). Au moins 2 autres royaumes du Nord Yucatan lui sont apparentés: Xikin Chel et Ah Kin Chel également d'origine Kejache. Il est vraisemblable que Topoxte était le centre politique qui contrôlait la côte nord-est de la péninsule du Yucatan appelée Ekab, faisant de cette entité la plus influente de la région de la chute de Mayapán 1441 à la chute de Tayasal en 1697. La cité est en rivalité avec un autre groupe Chontal occupant le quart Ouest du royaume Itza: les Acalans. La cité de Tixchel à l'Est de la lagune de Terminos sera un enjeu de conflit pour la délimitation des frontières entre Acalans et Couochs. 

## Situation

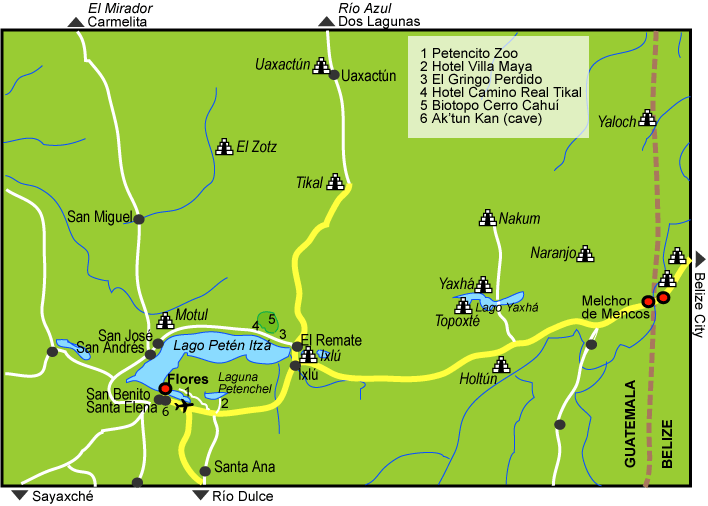
Localisation de Topoxté en relation avec les autres sites Maya

Topoxté occupe cinq d'un groupe de six îles de l'extrémité ouest du lac Yaxhá, en face de Yaxha. Il fait partie de la municipalité de Melchor de Mencos. En raison des fluctuations extrêmes du niveau de l'eau du lac, ces îles peuvent parfois devenir enclavées. Le site existe essentiellement sur les trois îles nommées Topoxte, Cante et Paxtete.

## Histoire

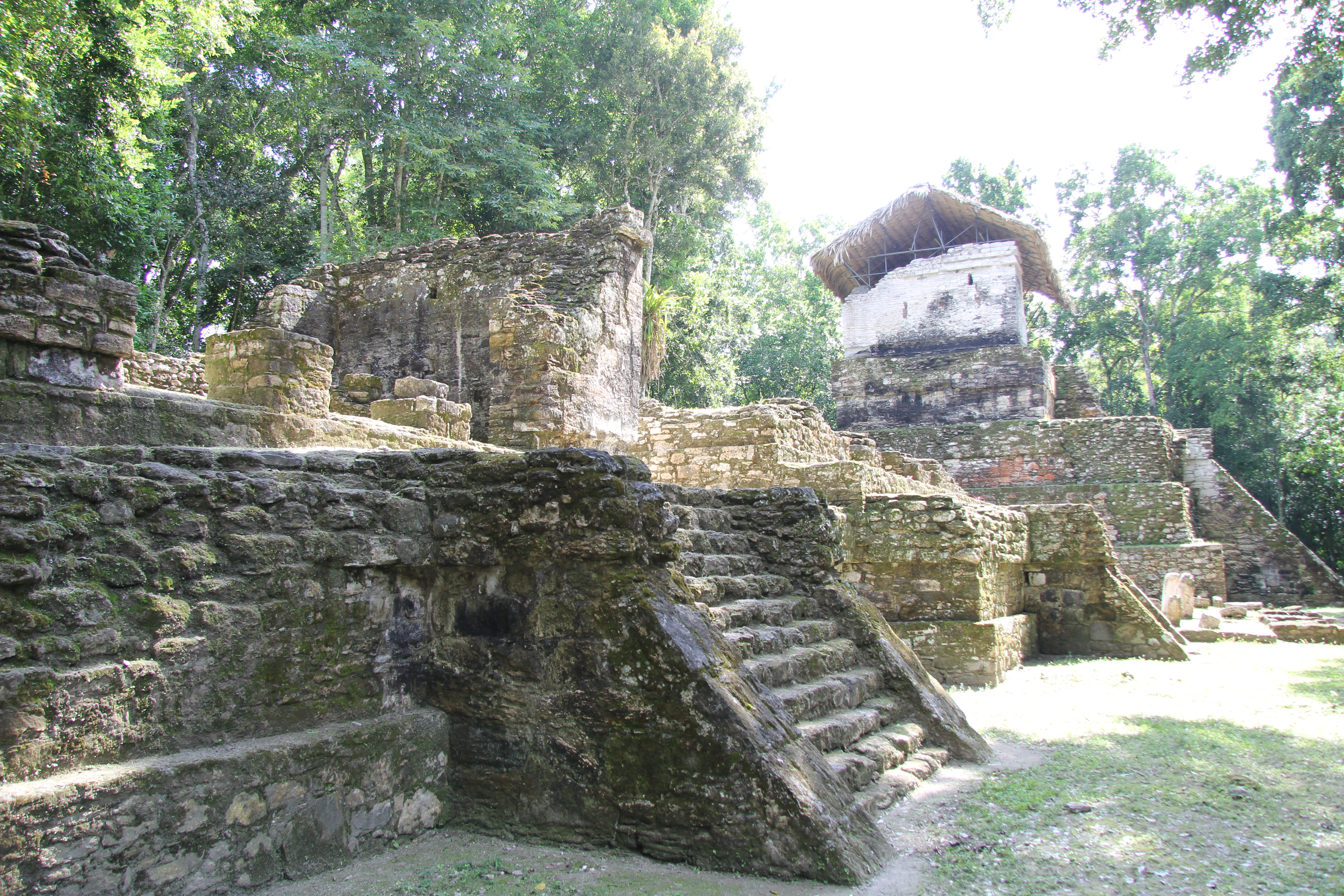
Bâtiments E, D et C sur la place principale de l'île principale

Son nom signifie graine de noix-pain et a été donné par Teobert Maler en 1904. Le site était connu avant sous le nom de Islapag comme il est nommé dans un rapport de Juan Galindo à la Society of Antiquaries of London en 1831.
Les fouilles archéologiques ont révélé que le site a été occupé à partir du Moyen préclassique jusqu'à la période coloniale. Il a connu un Hiatus à la fin de la période classique (environ 900) comme la plupart des cités de la région et réoccupé pendant au cours du postclassique (vers 1100) par des populations Chontal. Le site est resté habité 1 an après la chute de Tayasal. Il a finalement été incendié par ses propres habitants en 1698 pour empêcher les espagnols de s'installer durablement dans la région  .
Les missionnaires espagnols Fuensalida et Orbita ont pourtant cru passer à Topoxté en 1618 et ont témoigné qu'il n'y avait alors pas d'habitants. Cependant, il est possible que leurs guides Couoch alors alliés des Itzas dans leur lutte contre la colonisation espagnole les aient délibérément conduit par un lac voisin pour les induire en erreur. La cité qu'ils auraient visité à leur insu serait Yax Ha effectivement abandonnée à cette époque.
Juan Galindo ne visite pas le site mais en rapporte l'existence en 1831. Teoberto Maler y passe trois jours en 1904 et dégage le Bâtiment C. Sylvanus Morley le fouille en 1914 et en décrit les stèles sculptées. D'autres fouilles sont menées en 1933 par Cyrus L. Lundell et L. C. Stuart puis par William R. Bullard de 1958 à 1960, lequel identifie l'occupation postclassique du site.
Le site a été endommagé par des pilleurs dans les années 1970 et 1980 et Don et Prudence Rice y mènent encore des fouilles en 1973 et 1974.
Des travaux de restauration ont commencé en 1989 et d'autres fouilles archéologiques ont été effectuées de 1991 à 1993.